# Jevgenij Vasiljev
Jevgenij Vasiljev (russisk: Евге́ний Ивáнович Васи́льев) (født 31. januar 1927 i Lutjinino i Sovjetunionen, død 21. marts 2007) var en sovjetisk filminstruktør og manuskriptforfatter.

## Filmografi
- Prosjjanije slavjanki (Прощание славянки, 1985)[1][2]